# Matthias Knecht

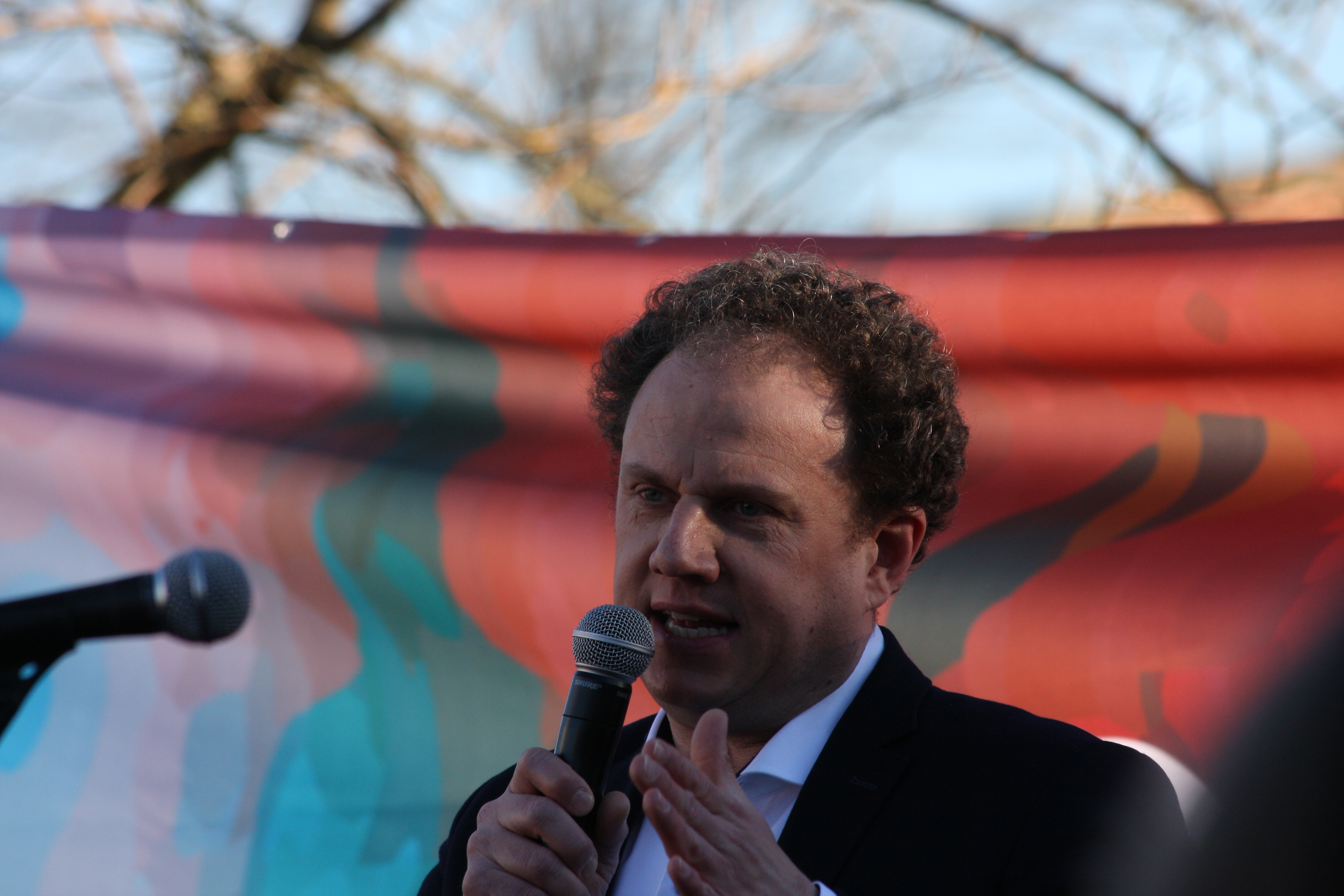
Matthias Knecht (2023)

Matthias H. Knecht (* 1975 in Stuttgart) ist ein deutscher Politiker. Der Parteilose ist seit 1. September 2019 achter Oberbürgermeister der Stadt Ludwigsburg nach dem Zweiten Weltkrieg.

## Beruflicher Werdegang
Nach dem Abitur studierte Knecht in Konstanz und München Rechtswissenschaften und in Speyer Verwaltungswissenschaften mit dem Schwerpunkt Personalmanagement. Am Oberlandesgericht München absolvierte er das zweite juristische Staatsexamen, erlangte die Befähigung zum Richteramt und promovierte 2004 mit einem Thema zur Europäischen Union. Er arbeitete zunächst bei der Max-Planck-Gesellschaft in München und dann bei der Wirtschaftsförderung Region Stuttgart GmbH. 2011 wurde er an die Hochschule Kempten mit den Fachgebieten Sozialversicherungsrecht, Öffentliches Recht und Europarecht berufen. Bis 2016 war er in der Fakultät Soziales und Gesundheit fünf Jahre Vorsitzender der Prüfungskommission, ehe er im Wintersemester 2016/17 Dekan dieser Fakultät wurde.
In Ludwigsburg war Knecht bis 2019 Erster Vorsitzender des mitgliederstärksten Sportvereins MTV 1846 Ludwigsburg e. V. und war dies bis 2017 auch beim SC Ludwigsburg e. V. bis zur einstimmig beschlossenen Fusion mit dem Nachbarverein. Er war zudem bis 2019 Vorsitzender des Stadtverbands für Sport Ludwigsburg e. V., einem Zusammenschluss von 45 Vereinen der Stadt.

### Ludwigsburg
Am 30. Juni 2019 wurde der parteilose Knecht bei einer Wahlbeteiligung von 36,55 Prozent mit 58,54 % der Stimmen überraschend im ersten Wahlgang Nachfolger des 16 Jahre amtierenden Oberbürgermeisters Werner Spec in der 94.000-Einwohnerstadt Ludwigsburg. Mit Unterstützung der CDU, der Grünen und der SPD wusste er drei der vier großen Fraktionen im Gemeinderat hinter sich und galt als leichter Favorit. Die achtjährige Amtszeit begann am 1. September 2019.

## Politische Schwerpunkte
Für Ludwigsburg will Knecht mit einer vernetzten, modernen Stadt die Vorbildrolle als Hochschulstadt und für moderne Stadtentwicklung ausbauen. In seinem Wahlprogramm legte er die Schwerpunkte auf den Wohnungsbau, Nachhaltigkeit und Klimaschutz, Mobilität, Bildung und Betreuung, Sicherheit und Ordnung, sowie Integration und Inklusion.